# Castell de Valençay

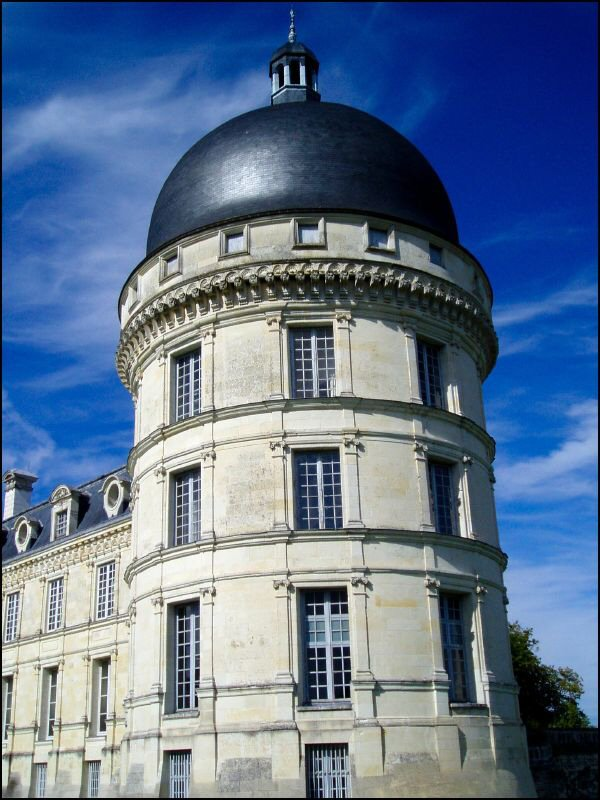
Torre del castell

El castell de Valençay, va ser una antiga propietat del príncep de Talleyrand. Va ser construït l'any 1540 per ordre de Jacques d'Estampe damunt d'una antiga edificació feudal. La seua construcció va durar fins al segle xviii amb la construcció de la torre sud.
George Sand va escriure que «aquest indret és un dels més bells de la Terra i cap rei podria tenir un jardí més pintoresc». L'arquitectura exterior mostra els tres ordres clàssics en les columnes: dòric a la planta baixa, jònic al primer pis i corinti al segon. Els salons estan moblats de forma sumptuosa en l'anomenat estil Imperi. Una llarga galeria d'uns vuitanta metros creua tot el primer pis, enllaçant totes les habitacions.